# Rikard III av Normandie
Rikard III av Normandie, född 997, död 1027, var en fransk vasallmonark som regerande hertig av Normandie.

## Biografi
Rikard III var son till hertig Rikard II av Normandie och Judit av Bretagne. Han var gift med Adele av Frankrike. Han avled barnlös strax efter att han efterträtt sin far på tronen och efterträddes av sin bror Robert I. Han ryktades ha blivit förgiftad.